# Kimono Jiu-Jitsu Brasileiro

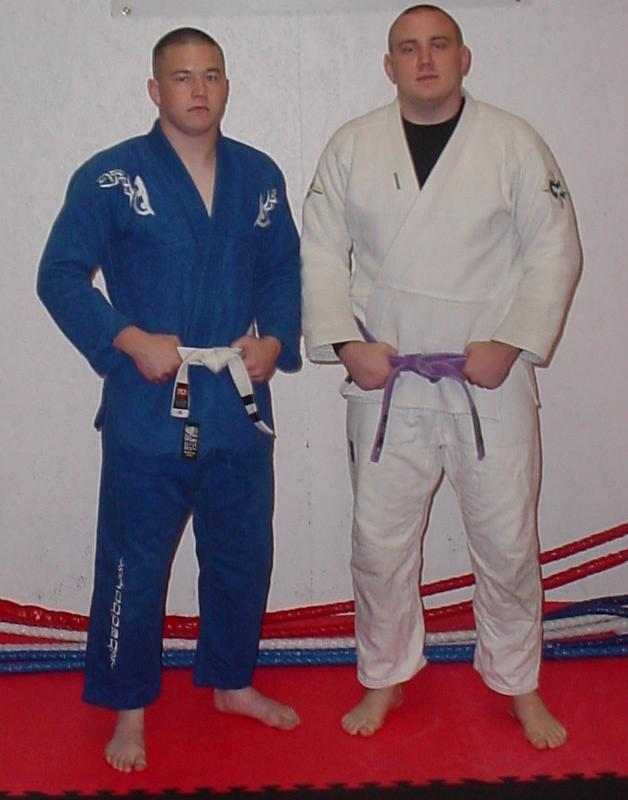
Dois praticantes de jiu-jitsu brasileiro vestindo kimonos

O kimono de jiu-jitsu brasileiro (frequentemente referido como kimono, 着: "roupa"), ou jiu-jitsu-Gi (derivação do japonês keikogi, 稽古着: "uniforme de treinamento"), é o uniforme de treino adaptado do keikogi de judô (稽古着: "uniforme de treinamento") para uso no jiu-jitsu brasileiro. Este é composto por um casaco de algodão pesado, calças com cordão reforçado e, faixa que indica a graduação.
Algumas academias exigem que a jaqueta e as calças do kimono sejam da mesma cor, enquanto outras mais flexíveis não impõem essa regra. No Brasil em certas escolas dispensam o uso do kimono, priorizando o jiu-jitsu sem kimono (no-gi), como é o caso da 10th Planet Jiu Jitsu [en].

## Regulamentações gerais

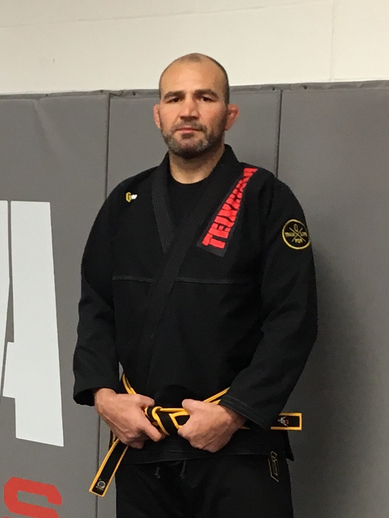
Glover Teixeira vestindo um kimono preto

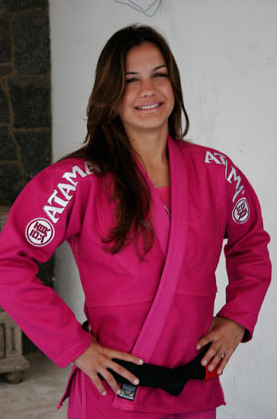
Kyra Gracie vestindo um kimono rosa

As únicas cores permitidas em campeonatos internacionais são branco, preto ou azul. Em algumas jurisdições, essa regra é flexibilizada para permitir qualquer cor sólida.
De acordo com o regulamento oficial da IBJJF, o kimono de competição deve atender às seguintes especificações:
- Deve ser feito de algodão ou material similar e estar em boas condições.
- As cores permitidas são preto, branco ou azul, sem combinações.
- A jaqueta deve ter comprimento até as coxas, e as mangas devem alcançar o pulso com os braços esticados.
- A faixa deve ter 4 a 5 cm de largura e ser amarrada com nó duplo.
- Kimonos rasgados ou com medidas inadequadas não são permitidos.
- Camisetas por baixo do kimono são proibidas, exceto para mulheres.
- Não é permitido pintar o kimono, exceto em competições por equipes.
- Bolsos de qualquer tipo não são permitidos.

Uma ferramenta oficial de medição é usada para checar as medidas da lapela, comprimento das mangas e espessura da jaqueta.

### Bordados
De acordo com a IBJJF, bordados podem ser colocados em treze locais específicos do kimono:
- Na jaqueta:
  - Braço superior esquerdo
  - Ombro superior esquerdo
  - Ombro superior direito frontal
  - Braço superior direito frontal
  - Frente abaixo da faixa
  - Costas abaixo da faixa
  - Costas abaixo da gola e acima da faixa
- Nas calças:
  - Acima do joelho esquerdo frontal
  - Acima do joelho direito frontal
  - Abaixo do joelho esquerdo frontal (com pelo menos 15 cm de espaço até o chão sem bordado)
  - Abaixo do joelho direito frontal (idem)
  - Ao longo da parte traseira da perna esquerda
  - Ao longo da parte traseira da perna direita

## Tecidos e tramas

### Calças
Tradicionalmente, as calças são feitas de lona de algodão resistente ou jeans. Nos últimos anos, materiais mais leves e respiráveis, como o ripstop, se tornaram populares, especialmente em climas quentes.

### Jaqueta
- Trama Simples de Algodão:Leve e comum em climas quentes, mas menos durável.[6]
- Trama Pérola: A mais popular, combina durabilidade e conforto. É reconhecível pelo padrão semelhante a fileiras de pérolas.[6]
- Trama Ouro de Algodão: Intermediária entre a simples e a dupla, anteriormente exigida pela CBJJ.[6]
- Trama Dupla de Algodão: Mais pesada e resistente, dificulta agarres e é mais cara.[6]
- Ripstop: Leve, resistente a rasgos e muito usado nas calças. Pode ser feito de algodão, poliéster ou nylon.[6]

## Manutenção
O quimono deve ser lavado após cada treino para evitar proliferação de bactérias. O ideal é usar água fria e secar à sombra para evitar encolhimento.
É comum usar vinagre branco na primeira lavagem de kimonos escuros para fixar a cor e evitar desbotamento.

## Diferenças com judogi

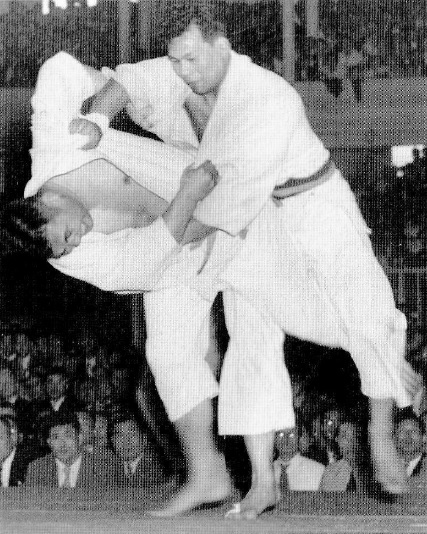
Judogi usado no Campeonato Japonês de Judô de 1951

O kimono de jiu-jitsu tem punhos mais justos e saia mais curta que o judogi. Isso facilita a movimentação e reduz o material disponível para agarrar.
Bordados e cores variadas são mais comuns no jiu-jitsu. O judogi costuma ser mais espesso e segue regras mais restritas quanto à cor (branco e azul).